# Slide Away (песня Майли Сайрус)
«Slide Away» — песня, записанная американской певицей Майли Сайрус. Выпущена в качестве сингла 16 августа 2019 года лейблом RCA Records.

## История
«Slide Away» длится три минуты пятьдесят три секунды. Песня была написана Майли Сайрус совместно с американским музыкантом Эндрю Уайеттом и финской певицей Альмой Миеттинен.
В треке сочетаются «ударные в стиле хип-хопа, тёплые гитары, быстрые струны, и многослойные сэмплы» в ритме «snappy». Его аранжировку сравнили с британской музыкой 1990-х годов, «когда все начали играть в jet-жанрах, играя с сэмплами», включая песни «Tender» (в исполнении группы Blur) и «Bitter Sweet Symphony» (the Verve). Что явно контрастирует со звучанием «трех самых последних альбомов Сайрус»: Bangerz (2013), Miley Cyrus & Her Dead Petz (2015) и Younger Now (2017).
Лирика описана как «гораздо более интроспективная [и] мрачная», чем «фанки» треки, выпущенные с её будущего альбома She Is Miley Cyrus (2019). Выход песни связывают с разлукой Сайрус с мужем Лиамом Хемсвортом, о которой было объявлено 11 августа 2019 года. Считается, что строка «move on, we’re not seventeen / I’m not who I used to be» («двигайся, нам не семнадцать / я не та, кем была раньше») ссылается на их первую встречу во время съемок фильма Последняя песня (2010), а строка «so won’t you slide away / back to the ocean, I’ll go back to the city lights» («так что ты не сдвинешься с места / обратно к океану, я вернусь к городским огням»), якобы затрагивает нахождение их в разных частях света (Сайрус в Лос-Анджелесе и занятие сёрфингом Хемсворта в Австралии) после объявления о разводе.

## Отзывы
Композиция, в целом, была одобрительно встречена музыкальными экспертами и обозревателями.
Бонни Штирнберг из журнала Billboard назвала песню «три с половиной минуты эмоциональной саморефлексии, которая, кажется, отражает драмы в её собственной жизни». Бриттани Винсент из канала MTV News прокомментировала, что «трудно отрицать горе» в воспринимаемом контексте лирики, но положительно отозвалась о «красоте звучания». Крейг Дженкинс из Vulture написал, что текст песни «просто для того, чтобы знать, как сократить свои потери и двигаться дальше», и избегать быть «мстительным или бульварным», и что такая запись «подходит голосу Сайрус», «подталкивая её, но не подавляя».
Песня вошла в список лучших песен года по данным Vulture на сентябрь «Best Songs of 2019 (So Far)».

## Музыкальное видео
Официальное лирик-видео вышло 16 августа 2019 года на аккаунте певицы в You Tube.
Официальное музыкальное видео «Slide Away» было снято Alexandre Moors и вышло 6 сентября 2019 года.

## Концертные исполнения
Сайрус исполнила «Slide Away» на церемонии MTV Video Music Awards, прошедшей 26 августа в Ньюарк, штат Нью-Джерси;, хотя ранее в июле она говорила, что не будет там петь. Но выступление прошло успешно и получило высокую оценку критиков.

## Участники записи
По данным Tidal.
- Майли Сайрус — вокал, соавтор
- Brandon Bost — ассистент звукоинженера
- Mike Will Made It — продюсер, соавтор
- Том Элмхирст — звукоинженер по микшированию
- Dave Kutch — мастеринг-инженер
- Альма — соавтор
- Jacob Munk — engineer
- Эндрю Уайатт — продюсер, соавтор

## Чарты
| Чарт (2019)                                | Высшая позиция |
| ------------------------------------------ | -------------- |
| Australia (ARIA)                           | 15             |
| Австрия (Ö3 Austria Top 40)                | 49             |
| Бельгия/Фландрия (Ultratip Bubbling Under) | 13             |
| Канада (Billboard Canadian Hot 100)        | 28             |
| Чехия (Singles Digitál Top 100)            | 18             |
| Германия (GfK)                             | 67             |
| Венгрия (Stream Top 40)                    | 27             |
| Ирландия (IRMA)                            | 25             |
| Новая Зеландия (Recorded Music NZ)         | 12             |
| Норвегия (VG-lista)                        | 28             |
| Португалия (AFP)                           | 83             |
| Шотландия (OCC Scotland)                   | 16             |
| Словакия (Singles Digitál Top 100)         | 11             |
| Sweden Heatseeker (Sverigetopplistan)      | 1              |
| Швейцария (Schweizer Hitparade)            | 20             |
| Великобритания (OCC UK Singles)            | 40             |
| США (Billboard Hot 100)                    | 47             |

## Сертификации
| Регион | Сертификация | Продажи |
| --- | ------------ | ------- |
| Австралия (ARIA) | Платиновый   | 70 000  |
| Новая Зеландия (RMNZ) | Золотой      | 15 000  |
| * Данные о продажах приведены только на основе сертификации. ^ Данные о тиражах приведены только на основе сертификации. |              |         |

## История выхода
| Регион | Дата            | Формат                     | Лейбл | Ссылка |
| ------ | --------------- | -------------------------- | ----- | ------ |
| Разные | 16 августа 2019 | Digital download streaming | RCA   | [ 2 ]  |